# Nevermind
Nevermind — второй студийный альбом американской гранж-группы Nirvana. Был выпущен 24 сентября 1991 года на лейбле DGC Records, продюсером записи выступил Бутч Виг. Создавая этот альбом, Курт Кобейн стремился вывести музыку группы за пределы условностей звучания гранж-сцены Сиэтла, ориентируясь на творчество таких альтернативных рок-коллективов, как Pixies и используя их технику перемены динамики (тихо-громко). В записи пластинки участвовал новый ударник, Дэйв Грол, который пришёл на смену предыдущему барабанщику группы — Чэду Ченнингу (тем не менее в альбоме осталась одна композиция с его участием, «Polly»).
Несмотря на скромные коммерческие прогнозы группы и лейбла, к концу 1991 года Nevermind имел оглушительный успех, во многом благодаря популярности первого сингла — «Smells Like Teen Spirit», который был выпущен в поддержку альбома наряду с песнями: «Come as You Are», «Lithium» и «In Bloom». В январе 1992 года альбом занял первое место в чарте журнала Billboard, опередив Майкла Джексона с диском Dangerous, что расценивается как знаковое событие для андеграундной музыки. Nevermind разошёлся тиражом более 30 миллионов копий по всему миру, американская ассоциация звукозаписывающих компаний сертифицировала его как «бриллиантовый». После выхода Nevermind альтернативный рок стал считаться частью мейнстрима, впоследствии критики признавали его одним из лучших альбомов всех времён, включая такие издания, как Rolling Stone, NME и Time.
Благодаря Nevermind направление «гранж» перестало быть локальным явлением Сиэтла и сместило на себя акценты музыкальной популярности в рок-музыке, с конца 1980-х прочно удерживаемые «металлом» (что особенно сказалось на жанре глэм-метал) — вынудив такие группы, как Anthrax, Metallica и Mötley Crüe подстраиваться под новое звучание. Вслед за успехом альбома другие сиэтлские группы, такие как Pearl Jam, Soundgarden и Alice in Chains, также стали выпускать пластинки, становившиеся хитами — гранж закрепился на волнах крупнейших радиостанций и попал в сферу интересов ведущих лейблов. Тем не менее, сам Кобейн впоследствии высказывал сожаление по поводу слишком «гладкого» звучания пластинки и слишком большого внимания, обрушившегося на группу со стороны прессы и мейнстримовой аудитории благодаря её успеху.

## Предыстория

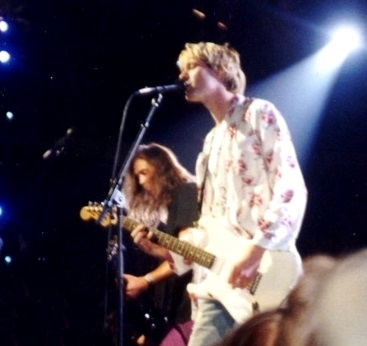
Лидер группы — Курт Кобейн и басист Крист Новоселич (слева). Ещё до начала записи музыканты много репетировали (по 10 часов в день), целью фронтмена было сделать очень хороший по звуку материал

Nirvana была сформирована Куртом Кобейном и Кристом Новоселичем в городе Абердине, штат Вашингтон. Переехав в Сиэтл музыканты подписали контракт с независимым лейблом Sub Pop. В 1989 году группа выпустила свой дебютный альбом Bleach с Чэдом Ченнингом на ударных. Тем не менее, через год Ченнинг покинул группу, так как его коллеги решили, что он — не тот барабанщик, который им нужен; сам Ченнинг выражал недовольство тем, что он почти не влиял на процесс написания песен. Музыканты были вынуждены искать нового ударника: недолгое время группе помогал Дэн Питерс из Mudhoney, после чего вокалист Melvins Базз Осборн посоветовал им связаться с Дэйвом Гролом из недавно распавшейся хардкор-группы Scream. После телефонного разговора с Новоселичем, Грол перебрался в Сиэтл и вскоре был приглашён в группу, очень впечатлив Кобейна на прослушивании. Позже Новоселич вспоминал: «Когда Дэйв присоединился к группе, всё встало на свои места». Сам Грол так комментировал свой первый музыкальный опыт с Nirvana: 
Мы сразу поняли, что у нас все пойдёт хорошо, потому что мы мыслили одинаково. Им был нужен ударник, который бы „мочил по-чёрному“. С этого мы и начали. К тому же я мог подпевать Курту.
В тот период Кобейн сочинил много нового материала, вдохновляясь музыкой таких групп как R.E.M., The Smithereens, Pixies. Испытывая разочарование в звучании тяжёлого «атонального» рока, популярного среди сиэтлских гранж-коллективов лейбла Sub Pop, Кобейн начал сочинять музыку, которая была более мелодичной. Ключевым событием стал выход сингла «Sliver», изданным на Sub Pop в 1990 году (прежде, чем Грол присоединился к группе). По словам Кобейна, он был «…Чем-то вроде заявки на будущее. Я должен был написать поп-песню и выпустить её как сингл, чтобы подготовить людей к своей следующей записи. Мне хотелось сочинить больше песен, похожих на неё». Грол вспоминал, что группа в тот момент часто проводила аналогии между своим материалом и музыкой для детей, в том плане, что музыканты пытались сделать свои песни максимально простыми по звучанию.

В начале 1990-х Sub Pop столкнулся с финансовыми трудностями. Слухи о том, что издатель может стать филиалом более крупного мейджор-лейбла, подтолкнули группу «исключить посредника» и самостоятельно начать искать новую «рекорд-гавань». Многие лейблы пытались переманить группу, но в конечном итоге Nirvana подписала контракт с Geffen Records (формально с их дочерним подразделением DGC Records), следуя рекомендациям менеджеров компании Gold Mountain, которая представляла интересы кумиров группы — Sonic Youth (тоже подписавших контракт с Geffen) и их вокалистки Ким Гордон. Кобейн так отзывался об этой ситуации: 
Сохранить собственное достоинство и подписать контракт с крупной компанией вовсе нетрудно. Группа „Sonic Youth“ прекрасно знала, на что шла. Я чувствую, что теперь и у нас достаточно опыта, чтобы справиться с этой задачей. Мы слегка меняемся, за два последних года мы приблизились к более воспринимаемым стилям поп-музыки и наконец созрели для того, чтобы принять некоторые из них. Мы решили, что неплохо бы нам пробиться на радио и попытаться немного заработать на этом.

## Запись альбома

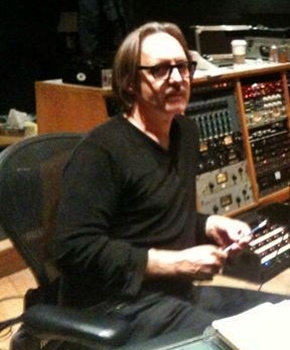
Бутч Виг — продюсер альбома

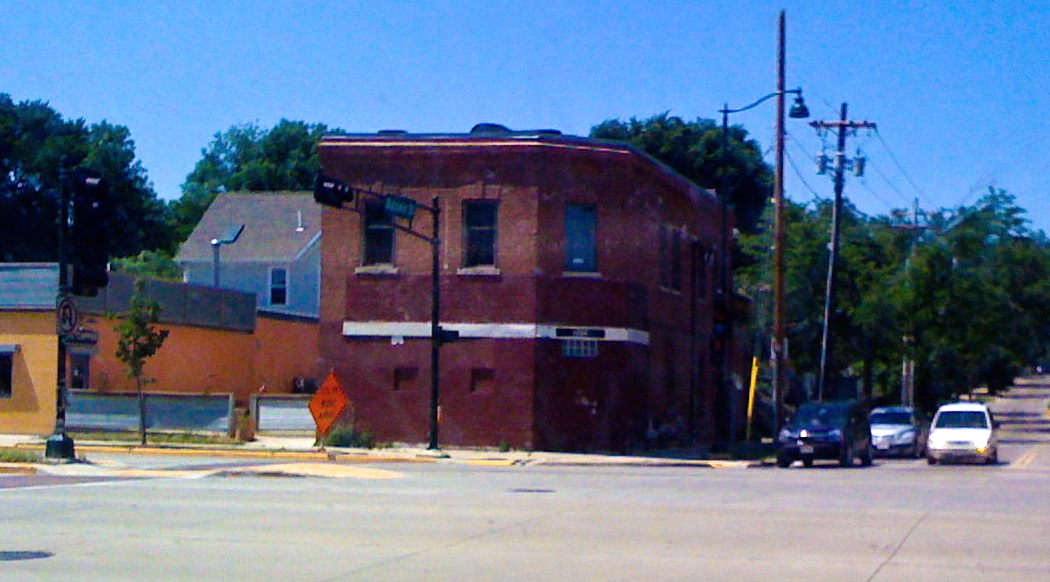
Здание Smart Studios в Мэдисоне

В начале 1990 года группа начала планировать запись своего второго альбома под рабочим названием «Овцы» (англ. Sheep). Глава лейбла Sub Pop, Брюс Пэвитт, предложил кандидатуру Бутча Вига в качестве потенциального продюсера альбома. Nirvana особенно понравилась работа Вига с группой Killdozer и музыканты позвонили ему, сказав: «Мы хотим звучать так же тяжело, как их запись». 2 апреля 1990 года группа отправилась в студию звукозаписи Вига — Smart Studios, в Мэдисоне, штат Висконсин, чтобы начать работу над новой пластинкой. Большинство основных аранжировок песен к тому времени уже были завершены, но Кобейн по-прежнему работал над текстами, и группа не была до конца уверена, какие песни сто́ит записывать. В конце концов, были записаны восемь песен: «Immodium» (позднее переименованная в «Breed»), «Dive» (позже выпущена в качестве би-сайда на сингле «Sliver»), «In Bloom», «Pay to Play» (в итоге, её текст был переписан, а сама песня получила название «Stay Away»), «Sappy», «Lithium», «Here She Comes Now» (была выпущена в трибьют-альбоме Velvet Underground Tribute Album: Heaven and Hell Volume 1) и «Polly». Группа планировала записать больше треков, но Кобейн сорвал голос во время исполнения «Lithium», чем вынудил трио сделать перерыв в работе. Музыканты уведомили Вига, что вскоре вернутся в студию, чтобы продолжить работу над оставшимися песнями, но в итоге не выходили с ним на связь некоторое время. Вместо этого они использовали сделанные во время сессии демозаписи, чтобы заключить контракт с новым издателем. В течение нескольких месяцев материал циркулировал среди мейджор-лейблов, создавая вокруг группы ажиотаж.
После подписания контракта с DGC Records музыкантам был предложен ряд новых продюсеров, в том числе: Скотт Литт, Дэвид Бриггс и Дон Диксон, однако группа решила продолжить сотрудничать с Вигом. Впоследствии Новоселич вспоминал, что они были изрядно нервированны самой идеей записи на мейджор-лейбле, а продюсеры, предложенные DGC, хотели процентных отчислений в качестве условия для начала работы. В итоге, музыканты потребовали вернуть Вига, с которым им было комфортно вести дела. Получив бюджет в размере $ 65 000 группа приступила к работе над Nevermind, который был записан на студии Sound City Studios в Ван-Найсе, Калифорния, в период с мая по июнь 1991 года. Первоначально музыканты планировали провести сессии с марта по апрель, однако, несмотря на стремление группы начать запись, дата постоянно отодвигалась. Чтобы заработать деньги на бензин и добраться до Лос-Анджелеса, Nirvana отыграли несколько клубных концертов, на которых они впервые исполнили «Smells Like Teen Spirit». Перед началом сессий группа послала Вигу репетиционные записи, которые содержали материал из Smart Studios, наряду с некоторыми новыми песнями, в том числе «Smells Like Teen Spirit» и «Come as You Are».
Когда группа прибыла в Калифорнию (на студию Sound City Studios), музыканты провели несколько дней пре-продакшна, во время которых вместе с Вигом переделали некоторые аранжировки. В первозданном виде, из записей сделанных в период сессий в Smart Studios, осталась лишь композиция «Polly», на которой сыграл Чэд Ченнинг. После начала сессий группа работала по восемь-десять часов в день. Как правило, музыканты отводили две или три попытки на инструментальный дубль, если, по каким-либо причинам, они оставались недовольны результатом, группа развивала идею в другом направлении. Музыканты использовали такой подход на репетициях и до начала записи Nevermind, зачастую им было необходимо всего несколько дублей. Новоселич и Грол закончили свои инструментальные партии в течение нескольких дней, но Кобейну понадобилось больше времени: он работал над гитарным овердаббингом, вокалом, и особенно лирикой (иногда он доделывал тексты всего за несколько минут до начала записи). Кобейн пел настолько идентично, что Виг попросту смешивал между собой несколько вокальных дорожек, дабы добиться эффекта овердаббинга. Тем не менее, продюсер вспоминал, что ему часто приходилось жульничать, убеждая Кобейна в необходимости записи дополнительных дублей, поскольку вокалист проявлял недовольство по этому поводу. В частности, Виг заверял Кобейна в целесообразности двухдорожечного вокала в песне «In Bloom», говоря ему: «Джон Леннон тоже так делал». Хотя в целом сессии прошли без инцидентов, Виг отмечал, что время от времени Кобейн становился капризным и проблематичным: «Он мог быть потрясающим и великолепным, но бывало, он мог часами сидеть в углу и молчать». Позже гитарист отмечал атмосферу Лос-Анджелеса в качестве одной из причин, по которой альбом получился настолько удачным: «Это было так приятно — неожиданно оказаться в тёплом, тропическом климате. Не думаю, что все получилось бы так же хорошо, если бы мы записывались в Вашингтоне».
После завершения сессий Виг и группа намеревались начать микширование альбома. Однако, после нескольких дней работы, продюсер и музыканты остались недовольны результатом. В итоге они решили пригласить кого-то со стороны, чтобы тот наблюдал за процессом микширования. Из офиса Geffen Records прислали список возможных кандидатов, в их число входило несколько знакомых имён, включая Скотта Литта (известного по работе с R.E.M.) и Эда Стэзиума (известного по работе с The Smithereens). Однако Кобейн переживал, что привлечение известных продюсеров приведёт к тому, что звучание альбома станет похожим на работы их подопечных. Вместо этого он решил выбрать Энди Уоллеса — продюсера из конца списка, который был сопродюсером лонгплея Seasons in the Abyss группы Slayer. Новоселич вспоминал: «Мы воскликнули: „то что надо!“, потому что эти записи Slayer были такими тяжёлыми». Уоллес прогонял песни через различные эффекты и менял звучание ударных, завершая по одному миксу в день. Благодаря Уоллесу альбом приобрёл окончательную гладкость звучания, устроившую руководство Geffen Records и позволявшую ориентировать его на достаточно широкую аудиторию. Оба продюсера вспоминали несколько лет спустя, что на прослушивании миксов Уоллеса группа осталась довольна проделанной работой. Однако, после выпуска Nevermind музыканты выражали недовольство по поводу «гладкого» звучания альбома, которое получилось после микширования. В одном из интервью Кобейн сетовал: «Оглядываясь назад, я теперь даже не знаю, как к нему относиться. Это больше похоже на диск Mötley Crüe, чем на панк-рок».
Мастеринг альбома начался 2 августа в голливудской студии Mastering Lab. Звукоинженер Хоуи Вейнберг приступил к работе в одиночку, так как в назначенное время в студию больше никто не явился; к моменту, когда Nirvana, Энди Уоллес и Гари Джерш всё же пришли, Вейнберг завершил большую часть пластинки. Одной из подготовленной на сессии песен был скрытый трек «Endless, Nameless», его намеревались поместить в конце «Something in the Way», но он был случайно убран из первых тиражей альбома. Вейнберг вспоминал: «В начале это была просто устная просьба — поместить этот трек в конце диска. Возможно, я неверно истолковал их инструкции, вы можете назвать это моей ошибкой, если хотите. Быть может, я просто забыл записать их просьбу, когда группа просила меня это сделать. Тем не менее, когда они напечатали первые двадцать тысяч копий, его там не было». Когда музыканты обнаружили отсутствие песни, после совместного прослушивания мастер-копии альбома, Кобейн позвонил Вейнбергу и потребовал чтобы тот исправил ошибку. Вейнберг выполнил его просьбу, а также добавил приблизительно десять минут тишины между концом «Something in the Way» и началом скрытого трека на следующих тиражах диска.

## Музыка
Кобейн выступил основным автором песен и музыки альбома. Он придумал последовательность аккордов, базирующихся, в первую очередь, на пауэр-аккордах, и сочинил мелодии, которые комбинировали поп-хуки с диссонирующими гитарными риффами. Его целью было, добиться того, чтобы материал в альбоме звучал в духе: «Bay City Rollers, над которыми издеваются Black Flag». Одной из интересных особенностей пластинки были эксперименты со звуком — «тихо-громко»: динамика многих песен менялась по ходу исполнения, когда группа перестраивала стиль — от тихого куплета к громкому припеву. Дэйв Грол отмечал, что этот приём возник за четыре месяца до записи альбома, когда они экспериментировали с экстремальной динамикой в ходе очередных джем-сессий. Музыканты использовали эти динамичные контрасты во многих песнях альбома — прежде всего в «Smells Like Teen Spirit» и «Lithium» — где приглушённое, монотонное звучание сменяется «кричащим взрывом эмоций».
Журнал Guitar World писал: «звучание гитары Курта Кобейна на „Nevermind“ задало тон для рок-музыки девяностых». Во время записи альбома Кобейн использовал несколько гитар: Fender Mustang 60-х годов, Fender Jaguar с датчиками DiMarzio, и несколько Fender Stratocaster с хамбакером в бридже. Гитарист использовал дисторшн и хорус-педаль в качестве основных эффектов, последняя была необходима для создания «водянистого» звука на «Come As You Are» и перед припевом в «Smells Like Teen Spirit». Крист Новоселич настроил свою бас-гитару на полтора тона ниже — к ре-бемолю, «чтобы получить этот жирный звук».
«Smells Like Teen Spirit» написана в тональности фа минор, её основной гитарный рифф базируется на четырёх квинтаккордах (F5-B♭5-A♭5-D♭5), Кобейн исполняет их со смещением акцента с сильной доли такта на слабую. По ходу песни Курт иногда меняет их на сас-аккорды (I-IV-♭III-♭VI) — используя четыре нижние струны, чтобы придать звуку разную громкость. Основатель группы The Verlaines — Грэм Доунс полагал, что «Smells Like Teen Spirit» — яркий пример песни, которая содержит как развитие материала так и его вариации. В композиции «Come as You Are» Кобейн и Новоселич понизили строй своих гитар на один тон, также тональность поменяли при работе над композицией «Drain You» (ля-мажор). «Come as You Are» содержит длинное гитарное соло; Виг вспоминал, что Кобейн не любил сольные вставки, но в данном случае, оно «отлично вписывалось в мелодию песни». В куплете «In Bloom» был использован гитарный усилитель фирмы Mesa Boogie, в припеве его заменили на — Fender Bassman, который был предложен Вигом, для того, чтобы звук получился более тяжёлым и искажённым.

### Тематика песен
По воспоминаниям Дэйва Грола, Кобейн был прежде всего сосредоточен на музыке своих песен, он говорил «Сначала приходит мелодия, а потом текст». Однако, фронтмен продолжал работать над текстами и во время записи Nevermind. Подобно Блэку Фрэнсису из группы Pixies, Кобейн в своей лирике избегал прямолинейности. Большая часть его лирики не является «потоком сознания», а состоит из внешне несвязанных между собой стихов, которые музыкант писал перед сном в записных книжках. В результате получался своеобразный музыкальный тест Роршаха, при этом материал взаимодействует с другими идеями и эмоциями, выраженными логически связно. Для людей старшего поколения тексты Кобейна казались бессвязными, между тем, образы, идеи и эмоции музыканта наилучшим образом воспринимали подростки. В своих текстах Кобейн часто использовал приём столкновения крайностей и противоположностей, что очень оживляло его песни. Виг утверждал, что ясность вокала для Кобейна не была первостепенной: «Даже если вы не могли точно сказать, о чём он пел, вы знали, что это было чертовски интенсивно». Позже Кобейн был недоволен тем, что рок-журналисты пытались расшифровать его пение и извлечь смысл из лирики, сетуя: «Почему, чёрт возьми, журналисты настаивают на выдумывании второсортных фрейдистских оценок моим текстам, когда 90 % времени они расшифровывают их неправильно?». «Я очень редко пишу об одной теме или одном предмете» — говорил музыкант, — «Эта тема мне вскоре надоедает, и дальше в этой песне я пишу о чём-либо другом, так что она заканчивается совсем иной мыслью». Хотя Курт всегда резко противился навязываемой ему роли «выразителя чаяний поколения», он, тем не менее, соглашался с тем, что Nevermind содержит много информации о его сверстниках.
Чарльз Р. Кросс утверждал, в своей книге «Heavier Than Heaven», что многие песни, написанные для Nevermind были о дисфункциональных отношениях между Кобейном и его девушкой Тоби Вэйл. После того как они расстались Курт начал писать и рисовать сцены насилия, многие из которых отображали ненависть к себе и окружающим. Песни, написанные в этот период были менее жестоки, но всё же отражали гнев, который отсутствовал в раннем творчестве Курта. По словам Кросса: «За четыре месяца, после их расставания, Курт написал полдюжины из его самых запоминающихся песен, все они о Тоби Вэйл».
«Come As You Are» — песня о людях в целом, о принятии человека со всеми его противоречиями, «Я устал от людей, которые выносят суждения о других людях и ожидают, что те будут соответствовать их представлениям» — отмечал автор. Текст композиции «In Bloom» направлен против фанатов группы, которые до этого не слушали андерграундную музыку, эти люди начали появляться на концертах Nirvana по мере нарастания популярности коллектива. Аззерад считал, что текст этой песни как нельзя лучше подходит для описания популярности, которая «свалилась» на головы музыкантов после выхода Nevermind. Песня «Polly» основана на реальных событиях, произошедших в Такоме в июне 1987 года. Тогда маньяк Джеральд Френд похитил четырнадцатилетнюю девушку, возвращавшуюся с панк-концерта, которую затем подвешивал вниз головой в своём доме на колёсах, насиловал и пытал с помощью кожаной плетки, бритвы, горячего воска и паяльной лампы. В конце концов девушке удалось бежать, когда маньяк остановился на автозаправочной станции. Новоселич рассказывал об этом следующее: «Девушка решила с ним сблизиться, и когда он потерял бдительность — сбежала. Помню, когда Курт об этом прочитал в газете, его это поразило до глубины души, он был очень впечатлён». В песне «Breed» Курт сначала кричит «Мне плевать!», потом «Я не против» и наконец «Я боюсь», тем самым отразив об обуревающей его апатию, равнодушие и страх. «On a Plain» была написана Кобейном во время полётов в Лос-Анджелес и Нью-Йорк для встречи с представителями мейджор-лейблов, в ней есть две строчки, которые имеют для него особый смысл: «Моя мать умирала каждую ночь» и «Паршивую овцу опять шантажировали». Первая из них связана с неудачным опытом взаимоотношений матери музыканта с её агрессивным сожителем, а «паршивой овцой» Курт часто называл самого себя. Кобейн не скрывал, что «Something In The Way» отражает его опыт жизни под мостом в Абердине (через реку Уишка), хотя и в несколько преувеличенном виде. «Это было так, словно я жил под мостом и умирал от СПИДа, словно я был болен, не мог двигаться и вообще был самым настоящим бомжом» — отмечал музыкант, — «Это была своего рода фантазия». «Drain You» начинается словами «Один ребёнок сказал другому: „Мне повезло, что я встретил тебя“» — это слова, которые Вэйл однажды сказала Курту, строчка песни: «Сейчас мой долг полностью дренировать тебя» относится к лидерству Вэйл в отношениях с Куртом. Согласно словам Новоселича: «Lounge Act — песня о Тоби», композиция содержит текст «Я арестую себя, я буду носить щит», это ссылка на татуировку Кобейна — логотип K Records которую он сделал, чтобы произвести впечатление на девушку.
В интервью журналу Musician Кобейн признался, что «Lithium» основана на его личном опыте расставания с девушками и плохого отношения с людьми, «они вызывают чувства смертельной пустоты, которые испытывает персонаж из этой песни — очень одинокий, больной». Хотя «Lithium» была написана до знакомства Кобейна с Вэйл, по мнению Кросса, текст песни был изменён и ссылался на неё. Биограф Майкл Аззерад провёл параллель между название песни «Lithium» и известным выражением Карла Маркса «религия — это опиум для народа». Сам Кобейн отмечал, что отчасти сюжет песни мог быть инспирирован воспоминаниями из его юности, когда он общался с семьёй своего друга Джесси Рида, которые были набожными христианами. Одним из наиболее тёмных мест альбома был припев в «Smells Like Teen Spirit»: «Мулатка, альбинос, москит, моё либидо», на самом деле, это всего лишь две пары противоположностей, описывающие сексуальное возбуждение автора. Курт понимал, что противоречия — это выражение его собственной натуры и, возможно, натуры его аудитории. Он говорил: «Иногда я бываю полнейшим нигилистом, а в другое время я искренен и раним. Так рождается каждая песня. Это как бы смесь того и другого. Таковы большинство людей моего возраста. Они то полны сарказма, то вдруг становятся заботливыми. За этим трудно уследить». По словам Кобейна, в «Smells Like Teen Spirit» он чувствовал себя обязанным описать свои чувства по поводу своего окружения, своего поколения и людей своего возраста.

## Название и обложка

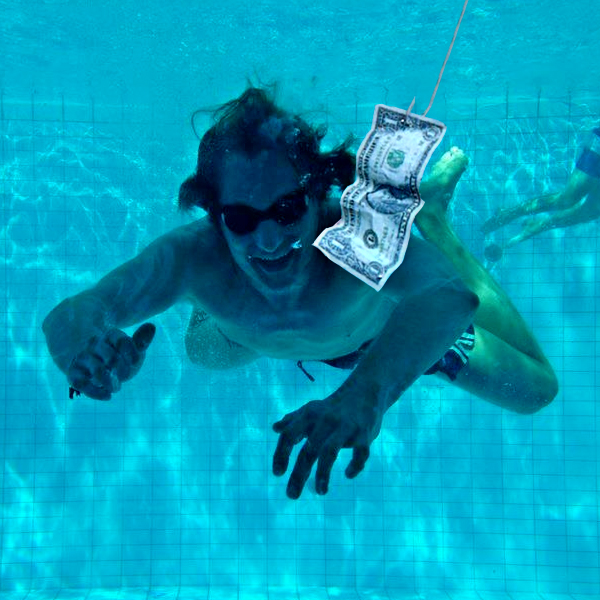
Одна из пародий на обложку

Первоначальным названием альбома было «Овцы», Кобейн придумал его в качестве скрытой шутки, направленной на людей, которые, по его мнению, были потенциальными покупателями записи. Он написал саркастический слоган для альбома в своём дневнике: «Купишь не потому, что этот альбом хочешь ты — потому что хотят все остальные». Новоселич утверждал, что вдохновением для названия диска был цинизм группы на реакцию общественности, вызванную операцией «Буря в пустыне». Когда запись альбома была завершена, Кобейн устал от старого названия и предложил Новоселичу озаглавить предстоящий диск — Nevermind (в переводе с англ.  — «Неважно»). Кобейну понравилась эта идея, так как это слово было метафорой его отношения к жизни, и потому что оно было написано с грамматической ошибкой.
На обложке Nevermind запечатлён обрезанный мальчик, плывущий за долларовой купюрой, подвешенной на рыболовный крючок. По словам Кобейна, эта идея возникла, когда они вместе с Гролом смотрели документальный фильм о родах под водой. Фронтмен предложил лейблу кандидатуру Роберта Фишера в качестве дизайнера обложки. Фишер нашёл несколько снимков подводных родов, но, по мнению звукозаписывающей компании, они были слишком откровенными. Кроме того, фондовый дом, которому принадлежали права на снимок плавающего ребёнка, впоследствии запросил $ 7500 за год использования фото, так что вместо этого Фишер послал фотографа в бассейн для младенцев, чтобы тот сделал снимки сам. В итоге группе было предложено на выбор пять фотографий, и музыканты остановились на фото трёхмесячного ребёнка по имени Спенсер Элден, который являлся сыном друга фотографа. Купюра, за которой якобы плывёт младенец, была вмонтирована в изображение позднее. Тем не менее, некоторое беспокойство вызывал тот факт, что на изображении был виден пенис Элдена. Geffen подготовили альтернативную обложку без демонстрации полового члена, так как они боялись, что это может оскорбить чувства некоторых групп людей, но пошли на уступки, когда Кобейн дал понять, что единственным компромиссом, на который он готов пойти — наклейка, закрывающая пенис; гитарист заявил: «Вы должны быть латентным педофилом, если вас это оскорбило».

После выхода альбома на группу посыпались обвинения со стороны американских пуритан по поводу изображения на обложке. Хотя послание группы было сугубо сатирическое — посыл был сосредоточен на капиталистической жажде наживы, царившей в современном обществе. Представитель отдела DGC Records Гэри Герш вспоминал:
В нашей компании никто не обратил внимание на обложку. Но, когда скандал начал разрастаться, многие говорили: «„Уол-Март“ не возьмется за их продажу». Мы отвечали — «Да наплевать!». Всё равно мы не собирались менять обложку. Ведь это нелепость: любой человек может взять водительское удостоверение, пойти в „Уол-Март“ и купить автомат АК-47, но продавать альбом с детским пенисом на обложке им не позволяют моральные принципы?!
На задней стороне обложки изображена фотография резиновой обезьянки (это была обезьяна Чим-Чим из любимого мультфильма Курта «Спиди-гонщик») на фоне коллажа, созданного самим Кобейном. В коллаже фигурируют снимки сырой говядины из рекламы супермаркета, изображения из поэмы «Божественная комедия» Данте Алигьери (а именно из её первой части — «Ад»), и фотографии больных влагалищ из коллекции медицинских фото, которые собирал Курт. Кобейн отмечал: «Если хорошо приглядеться, на заднем плане есть изображение группы Kiss, стоящих на туше говядины». Буклет альбома не содержал полных текстов песен, вместо этого в нём были напечатаны несколько строчек из песен и неиспользованные лирические фрагменты, которые Кобейн объединил в одно стихотворение. «Думаю, мне не хватило уверенности» — объяснял музыкант позже.
В 2011 году обложка альбома заняла второе место в списке лучших обложек альбомов всех времён по мнению читателей интернет-издания Music Radar, попала в список «50 самых знаковых обложек альбомов» сайта IGN, а также была отмечена в числе «10 самых знаковых обложек» рейтинга газеты The Sun.

## Выпуск и продажи

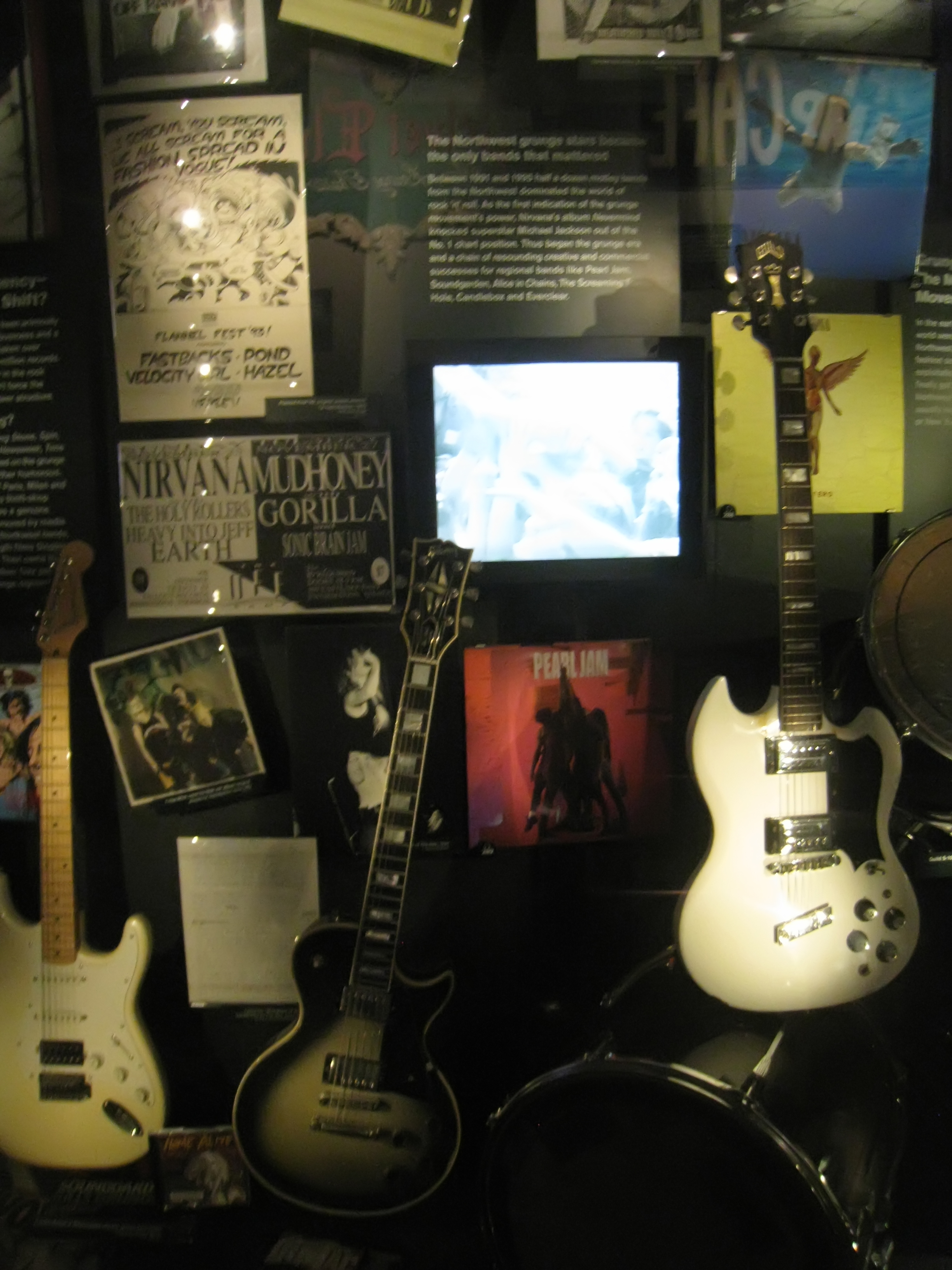
Гитары гранж-музыкантов. Экспозиция в

Nevermind был выпущен 24 сентября 1991 года. Первоначально в американские музыкальные магазины было отгружено 46 251 копий альбома; в Великобританию, где Bleach пользовался популярностью, были отправлены 35 000 копий. Первый сингл, «Smells Like Teen Spirit», был выпущен 10 сентября того же года с целью «заложить фундамент» интереса среди поклонников альтернативной рок-музыки, в то время как следующий сингл, «Come as You Are», был песней, которая, по планам, могла собрать больше внимания аудитории. За четыре дня до выхода альбома группа отправилась в короткое американское турне с целью поднять интерес к записи. Руководство DGC надеялось, что продажи диска составят около 250 000 экземпляров, что было сопоставимо с другим релизом лейбла — шестой пластинки группы Sonic Youth. По самым смелыми ожиданиям, запись могла получить «золотой» сертификат к сентябрю 1992 года.
Диск дебютировал на 144-м месте чарта Billboard 200. Около половины тиража, предназначенного для США, было отправлено на Северо-Запад страны, однако, его быстро раскупили и альбом стал дефицитом в течение нескольких дней. Лейбл был вынужден приостановить печать других альбомов, чтобы удовлетворить спрос в регионе. На тот момент Nevermind имел стабильные продажи, но в течение следующих нескольких месяцев спрос на него значительно увеличился, так как композиция «Smells Like Teen Spirit» внезапно становилась всё более и более популярной. Премьера видеоклипа на эту песню состоялась на шоу «120 минут» телеканала MTV, которое выходило в эфир поздним вечером. Однако, несмотря на это он стал очень популярен среди зрителей, тем самым подтолкнув телеканал транслировать его ещё и в дневное время. В конце октября запись получила «золотой» статус, но группа относилась к этому успеху практически равнодушно. Новоселич вспоминал: «Да, я был счастлив этим обстоятельством. Это было довольно круто. Это было что-то вроде — „Ну вот и прекрасно!“. По большому счёту, плевать я хотел на такие достижения. „Это круто, вот и всё“ — было моё мнение». Грол подтверждал, что они не испытывали особой эйфории и главным образом были удивлены лишь своему успеху. По словам музыканта, когда им сказали, что группа Rush хочет организовать совместное турне, они лишь рассмеялись в ответ. В свою очередь, Кобейн отмечал: «Я не считаю, что приходить по 20 раз в день на MTV — лучшая идея […] Это катастрофично для имиджа группы. Нас могут принять за массовый продукт».
В начале ноября 1991 года группа отправилась в турне по Европе, тогда же Nevermind впервые вошёл Top-40 чарта Billboard, заняв 35-е место. К этому моменту песня «Smells Like Teen Spirit» уже стала международным хитом и альбом продавался так быстро, что ни одна из маркетинговых стратегий Geffen Records уже не играла роли в его успехе. Президент лейбла, Эд Розенблатт, заявил в интервью The New York Times: «Мы ничего не делали. Это была одна из тех записей, которые просто берут и „выстреливают“, без какой-либо помощи». Вокруг группы создавался ажиотаж. Пока они гастролировали в течение конца 1991 года, билеты на эти шоу раскупались моментально, на сцене постоянно присутствовали съёмочные группы, а «Smells Like Teen Spirit» звучала почти повсеместно, на радио и музыкальном телевидении. 9 ноября альбом переместился на 17-е место, а «Smells Like Teen Spirit» достиг 27-й позиции Billboard Mainstream Rock Tracks.
Я, конечно, не мог позволить своему эго признать, будто мы настолько велики, что заслуживаем так много внимания, но я знал, что наша музыка лучше, чем у 99% групп, работающих на коммерческом уровне. Я знал: мы в тысячу раз лучше, чем эти грёбаные Guns n' Roses или Whitesnake или что-либо ещё из этого дерьма. Я чувствовал себя глупо из-за того, что на андеграундной сцене есть много групп, столь же хороших, как мы, или лучше нас, но почему-то только мы привлекаем внимание.
11 января 1992 года Nevermind поднялся на вершину хит-парада Billboard, сместив оттуда альбом Dangerous Майкла Джексона — он стал первым альбомом группы, ставшим № 1. По словам Дэйва Грола, когда он узнал об этом, то смеялся до упаду: «Это было что-то вроде „Подождите, мы на первом месте?“ […] Мы обошли Майкла Джексона? Это же смешно! Все сошли ума! Как такое могло произойти с этим чудаком из Неверлэнда?». 18 января лонгплей Гарта Брукса Ropin’ the Wind смог сместить Nevermind с первого места, однако 1 февраля он вновь захватил лидерство в чарте, продержавшись там ещё неделю. В этот период альбом продавался в количестве около 300 000 копий в неделю. В марте 1992 года «Come as You Are» был издан в качестве второго сингла, он достиг 32-й строчки в чарте Billboard Hot 100. Позже было выпущено ещё два сингла — «Lithium» и «In Bloom», которые добрались до 11-й и 28-й позиций соответственно, в британском хит-параде. 25 февраля лонгплей стал одним из соискателей премии «Грэмми» в номинации «Лучший альтернативный альбом», однако проиграл диску Out of Time группы R.E.M..

В ноябре 1991 года Американская ассоциация звукозаписывающих компаний присвоила альбому «платиновый» сертификат, в марте 1999 года он получил «бриллиантовый» статус. Также он получил бриллиантовый сертификат в Канаде (1 000 000 проданных копий) и стал дважды «платиновым» в Великобритании. В 1996 году лейбл Mobile Fidelity Sound Lab выпустил Nevermind на виниле, в рамках своей серии «ANADISQ 200», и на 24-каратном золотом компакт-диске, который содержал скрытый трек «Endless, Nameless». Ограниченное виниловое издание было быстро распродано, но тиражирование «золотых» компакт-дисков продолжалось в течение многих лет. В 2009 году фирма Original Recordings Group выпустила Nevermind на 180г синем виниле (ограниченный тираж) и 180г чёрном виниле (регулярный тираж), мастерингом и монтажом изданий занимался Берни Грандмэн (англ. Bernie Grundman), за основу была взята оригинальная аналоговая запись. Издания получили высокие оценки от рецензентов за качество звука.

Юбилейное переиздание 2011 года в формате «Super Deluxe» (4 CD + 1 DVD)

### Переиздания «Deluxe» и «Super Deluxe»
В сентябре 2011 года, в честь 20-летия альбома, фирма Universal Music Enterprises выпустила переиздание Nevermind. Пластинка вышла в двух форматах — Deluxe Edition (на двух компакт-дисках) и Super Deluxe Edition (4 CD + 1 DVD). Первый диск обоих изданий содержит оригинальный альбом вместе со студийными и концертными би-сайдами. Второй диск этих изданий включает ранние студийные записи, которые стали прототипами песен позже появившихся в альбоме; в том числе сессии на Smart Studio и некоторые репетиции, записанные на бумбокс. Также второй диск содержит две записи, сделанные группой на Би-би-си. Третий диск (присутствует только в Super Deluxe Edition), включает альтернативные миксы композиций, сделанные Бутчем Вигом для всех треков альбома, кроме «Polly» и «Endless, Nameless», эти миксы получили название — «Devonshire Mixes». Четвёртый и пятый диски Super Deluxe Edition — это CD и DVD-версии концерта Live at the Paramount.
В сентябре 2021 года было объявлено, что британский телеканал BBC Two отметит 30-летие альбома Nevermind трансляцией нового документального фильма под названием «When Nirvana Came to Britain», в съёмках которого приняли участие Грол и Новеселич. В том же месяце состоялся анонс юбилейного переиздания Nevermind, которое будет содержать 70 ранее непубликовавшихся песен. Выпуск переиздания состоялся 12 ноября: версия в формате Super Deluxe Edition содержала восемь 180-граммовых виниловых пластинок, а Deluxe Edition — пять компакт-дисков и один Blu-ray. Также имелись версии на одной грампластинке с синглом, и стандартное издание на двух CD. Новый материал, переделанный с оригинальных полудюймовых аналоговых стереокассет на 24-битные с качеством звука повышенным до 192 кГц, включал концерты группы: Live in Amsterdam, Netherlands (записан 25 ноября 1991 года в Paradiso); Live in Del Mar, California (записан 28 декабря 1991 года); Live in Melbourne, Australia for triple J (записан 1 февраля 1992 года) и Live in Tokyo, Japan (записан 19 февраля 1992 года в Nakano Sunplaza), которые раньше фигурировали в виде бутлегов, но никогда не издавались официально. Также Deluxe Edition версия включала Blu-ray-диск с концертом в амстердамском клубе Paradiso, а Super Deluxe Edition — 7-дюймовый сингл «Endless, Nameless» с би-сайдами «Smells Like Teen Spirit», «Even in His Youth» и «Aneurysm». Оба делюксовых издания также содержат 40-страничную книгу в твердом переплете с неиздававшимися ранее фотографиями.

## Отзывы критиков
| Совокупная оценка    | Совокупная оценка |
| Источник             | Оценка            |
| -------------------- | ----------------- |
| Metacritic           | (89/100)          |
| Оценки критиков      |                   |
| Источник             | Оценка            |
| Allmusic             | [ 102 ]           |
| BBC Music            | (положительная)   |
| Drowned in Sound     | [ 104 ]           |
| Entertainment Weekly | A-                |
| IGN                  | [ 106 ]           |
| Los Angeles Times    | [ 107 ]           |
| Melody Maker         | (положительная)   |
| NME                  | [ 109 ]           |
| Pitchfork            | [ 110 ]           |
| Rolling Stone (1991) | [ 111 ] [ 112 ]   |
| Rolling Stone (2011) | [ 113 ]           |
| Select               | [ 114 ]           |
| Spin                 | (положительная)   |
| The A.V. Club        | A                 |
| The New York Times   | (положительная)   |
| Роберт Кристгау      | (A)               |

Продвижение Nevermind в прессе было реализовано хуже, нежели у типичных мейджор-лейблов. Рекламный-агент из Geffen Records делал акцент на музыкальных изданиях, сроки публикации в которых занимали длительное время, а также на местных, сиэтлских журналах. Положительные отзывы от критиков, совершенно неожиданные для руководства лейбла, стали причиной экстренного решения об увеличении тиража пластинки.
Альбом продолжительное время оставался незамеченным прессой, а многие издания и вовсе его проигнорировали. Спустя месяцы после издания Nevermind, когда «Smells Like Teen Spirit» получил широкую ротацию на радио и телевидении, печатные СМИ «в едином порыве» стали выпускать статьи о феномене пластинки. Тем не менее, к этому моменту бо́льшая часть внимания пришлась на Кобейна, а не на саму запись. Первые обзоры, напечатанные до «истерии» вокруг альбома, были в основном положительными. Карен Шомер из The New York Times писала: «Nirvana, добилась успеха с „Nevermind“. На нём имеется достаточное количество интригующих текстур, меняющихся настроений, инструментальных отрывков и изобретательной игры слов, чтобы получать удовольствие часами». Автор подытожила: «„Nevermind“ более совершенен и тщательнее спродюсирован, чем что-либо, что предлагают такие группы, как Dinosaur Jr. и Mudhoney». Рецензент газеты Entertainment Weekly Дэвид Браун поставил альбому оценку «A-», отметив, что на Nevermind Nirvana «ни разу не заигрывала с понятием „звучать нормально“», в отличие от других современных альтернативных групп. В свою очередь, завершая восторженный обзор для Melody Maker, Эверетт Тру подчеркнул: «Когда Nirvana выпустили Bleach, много лет назад, самые прозорливые среди нас полагали, что у группы есть потенциал, чтобы создать альбом, который уделает любого конкурента. Боже мой, они доказали, что мы были правы!». Журнал Spin также посвятил альбому положительную рецензию, написав: «Вы будете напевать эти песни, всю оставшуюся часть своей жизни — ну или по крайней мере пока ваш компакт-диск не износится». В свою очередь, Эндрю Перри из Select присудил альбому четыре звезды из пяти и сравнивал трио с Jane’s Addiction, Sonic Youth и Pixies, комментируя: «Альбом доказывает, что Nirvana действительно соответствует уровню этих групп».
Однако, среди рецензентов нашлись и критики альбома. Так, первоначально, журнал Rolling Stone поставил диску лишь три звезды из пяти, автор статьи Айра Роббинс писала: «Если закрыть глаза на то что группа, в целом, не предложила ничего нового, „Nevermind“ действительно обладает песнями, характером и твёрдостью духа, чтобы быть намного большим, чем просто переформулировка динамичных хитов колледж-рока». В свою очередь, газета The Boston Globe имела ещё меньше энтузиазма по поводу пластинки; их рецензент Стив Морс сетовал: «Бо́льшая часть альбома упакована в обёртку характерного поп-панка, который мы слышали у бесчисленного количества исполнителей — от Игги Попа до Red Hot Chili Peppers», подчеркнув: «Создаётся впечатление, что группе мало или вообще нечего сказать, остаётся лишь довольствоваться бессмысленным бредом за авторством Курта Кобейна».
Спустя двадцать лет в ретроспективном обзоре журнала Rolling Stone рецензент поставил пластинке высший балл, отметив: «Осенью 1992 года „Nevermind“ буквально ворвался в наши уши, это было потрясающе — словно граната взрывалась в вашем радиоприёмнике. Этот альбом поставил точку для одной эпохи (1980-е, хаэр-метал), и начал новую эру („альтернативный рок“, „Поколение X“). Сегодня, лонгплей стал „притчей во языцах“ […] это — музейный экспонат, запись, которая заслуживает экспозиции в Смитсоновском институте. Прослушивая „Nevermind“ двадцать лет спустя вы поражаетесь, на сколько хороша была эта группа. Панк-пуризм был религией для Кобейна, но в этом была его „фишка“, его ви́дение шоу-бизнеса […] Для записи, которая наполнена тоской, довольно существенная её часть — адреналиновый угар, который сметает вас с головой. Это не то чувство, которое вы можете соотнести с любым жанром или идеологией. „Nevermind“ — это не панк, гранж или даже поп-музыка. Это эксклюзив». Музыкальный портал Pitchfork Media также поставил переизданию альбома высшую оценку (10), рецензент назвал его влияние на мейнстримовый рок — «огромным», «несмотря на множество последователей трудно представить себе ещё один альбом, в котором поп и панк-музыка звучали бы в такой „убойной пропорции“, нежели „Nevermind“. Альбом вот уже два десятилетия удерживает статус канонического шедевра и примера для подражания, но пожалуй его самая главная заслуга — он навсегда изменил жизнь множества молодых людей».
Nevermind был признан лучшим альбомом года в ежегодном опросе критиков Pazz & Jop; «Smells Like Teen Spirit» также стал лидером этого опроса — в номинациях «сингл» и «видео года». Запись возглавила подавляющее большинство подобных рейтингов, критик Роберт Кристгау из The Village Voice так прокомментировал успех альбома: «Как скромный поп-сюрприз, они одержали скромную победу, схожую с De La Soul в 1990 году. Однако, их мульти-платиновый переворот представляет собой первую полномасштабную проверку американских инди-ценностей — шум, мелодии, мировоззрение — которая обозначила более радикальную часть [опроса Pazz & Jop]».

## Турне
Группа отправилась в американский тур за четыре дня до выхода альбома. Гастроли начались 20 сентября в Торонто и закончились 31 октября в Сиэтле. Всего было отыграно 33 концерта, в том числе двадцать девять в Соединённых Штатах, три в Канаде и один в Мексике. На протяжении этого турне, а также европейских гастролей, группа заканчивала концерты двумя песнями — «Territorial Pissings», либо «Endless, Nameless», во время которых музыканты ломали свою аппаратуру — как правило, гитары, однако 12 октября в Чикаго была также разрушена барабанная установка. 2 октября, после выступления в вашингтонском клубе «9.30 Club», группу навестила мать Дэйва Грола. 19 октября, во время концерта в Далласе, Курт Кобейн подрался с вышибалой клуба, где выступали музыканты.
После этого было организовано европейское турне, стартовавшее 4 ноября в Бристоле и завершившееся 7 декабря в Ренне. Гастроли включали 24 выступления, двенадцать из которых состоялись Великобритании, четыре в Германии и по одному в Италии, Австрии, Бельгии, Нидерландах и Франции. 23 ноября, во время концерта в Генте, Дэйв Грол и Крист Новоселич поменялись инструментами во время исполнения песни «Where Did You Sleep Last Night?» Ледбелли, которая была впервые исполнена группой на публике. В конце шоу, во время традиционного крушения инструментов, Новоселич так сильно ударил басом об сцену, что щепки попали в зрителей первого ряда, поранив одному из них лицо. Пытаясь загладить вину, музыкант извинился за этот инцидент в прессе. 7 декабря, во время музыкального фестиваля Rencontres Trans Musicales в Ренне, музыканты исполнили песню «Baba O'Riley» группы The Who перед десятитысячной аудиторией, однако кавер-версия не была записана в каком-либо виде.
Именно во время европейского турне музыканты почувствовали всю обрушившуюся на них популярность — переполненные концертные залы, постоянно присутствующие на сцене телевизионщики и непрерывная ротация «Smells Like Teen Spirit» по радио и на музыкальных каналах. 27 ноября Nirvana выступила на шоу «Top of the Pops», группа выглядела заметно уставшей, вынужденные играть «Smells Like Teen Spirit» под фонограмму музыканты делали это без энтузиазма, так Кобейн практически не притронулся к гитаре и пел песню низким, «издевательским» голосом, специально путая слова. С 27 декабря по 2 января Nirvana участвовала в американском мини-турне с группами Red Hot Chili Peppers и Pearl Jam. 7 января 1992 года трио выступило на шоу «Late Show with David Letterman», исполнив песни «Smells Like Teen Spirit» и «Territorial Pissings», музыкальный сет сопровождался хаосом на сцене и закончился поцелуем Новоселича со своими товарищами, с целью лишний раз досадить гомофобам. Четыре дня спустя, в схожем стиле был отыгран концерт на телепередаче «Saturday Night Live» — на следующее утро у Кобейна случилась передозировка героина, которую вовремя заметила его подруга Кортни Лав, сумев предотвратить трагедию. В тот же период группа отклонила предложение о совместном турне с Guns n' Roses.
24 января, концертом в Сиднее, началось турне группы по Тихоокеанскому региону. Гастроли завершились 22 февраля в Гонолулу, там же, двумя днями позже, состоялась свадьба Кобейна и Кортни Лав (церемония проходила на пляже, молодожёны были одеты в пижамы). Всего было отыграно 17 концертов: одиннадцать в Австралии, четыре в Японии, два на Гавайях и в Новой Зеландии. Помимо этого было запланировано ещё одно турне по США, которое должно было начаться в апреле, однако, музыканты решили отменить из-за усталости, накопленной во время предыдущих гастролей. Летом группа вновь вернулась в Европу, возобновив прерванное в декабре турне концертами в Дублине (21 июня) и Бильбао (4 июля), после чего трио отыграло ещё десять шоу: по три в Испании и в Ирландии, и по одному в Северной Ирландии, Франции, Дании, Финляндии, Норвегии и Швеции.
На фоне новостей о том, что Кобейн присвоил себе 75 % авторских прав Nirvana и испытывает проблемы со здоровьем из-за пристрастия к наркотикам, в прессе появились слухи о распаде коллектива. В тот же период группе поступило предложение выступить на фестивале в Рединге за 250 000 $, которое было принято музыкантами, несмотря на малое количество репетиций. 30 августа Nirvana прибыла на мероприятие в качестве хедлайнера, в начале концерта Кобейна выкатили на сцену в инвалидной коляске и медицинском халате — иронизируя над слухами о его физическом состоянии. Музыканты выступили перед аудиторией в 40 000 человек, что было самым масштабным концертом группы на тот момент, что было очень волнующим для коллектива. По словам Дэйва Грола, они были обеспокоены состоянием Кобейна и «готовились к худшей катастрофе года, однако в итоге это [выступление] стало одним из лучших моментов в их жизни». Барабанщик вспоминал, что весь концерт его не покидало чувство, что это могло быть последнее шоу группы (в середине выступления Кобейн объявил — «это последний концерт группы», после чего Новоселич добавил, «на сегодня»). Впоследствии выступление Nirvana в Рединге расценивалось критиками как один из лучших концертов в карьере группы. В 2009 году концерт был выпущен на DVD и Blu-ray под названием именем «Live at Reading», его рейтинг на сайте Metacritic составляет 93 %.

## Наследие

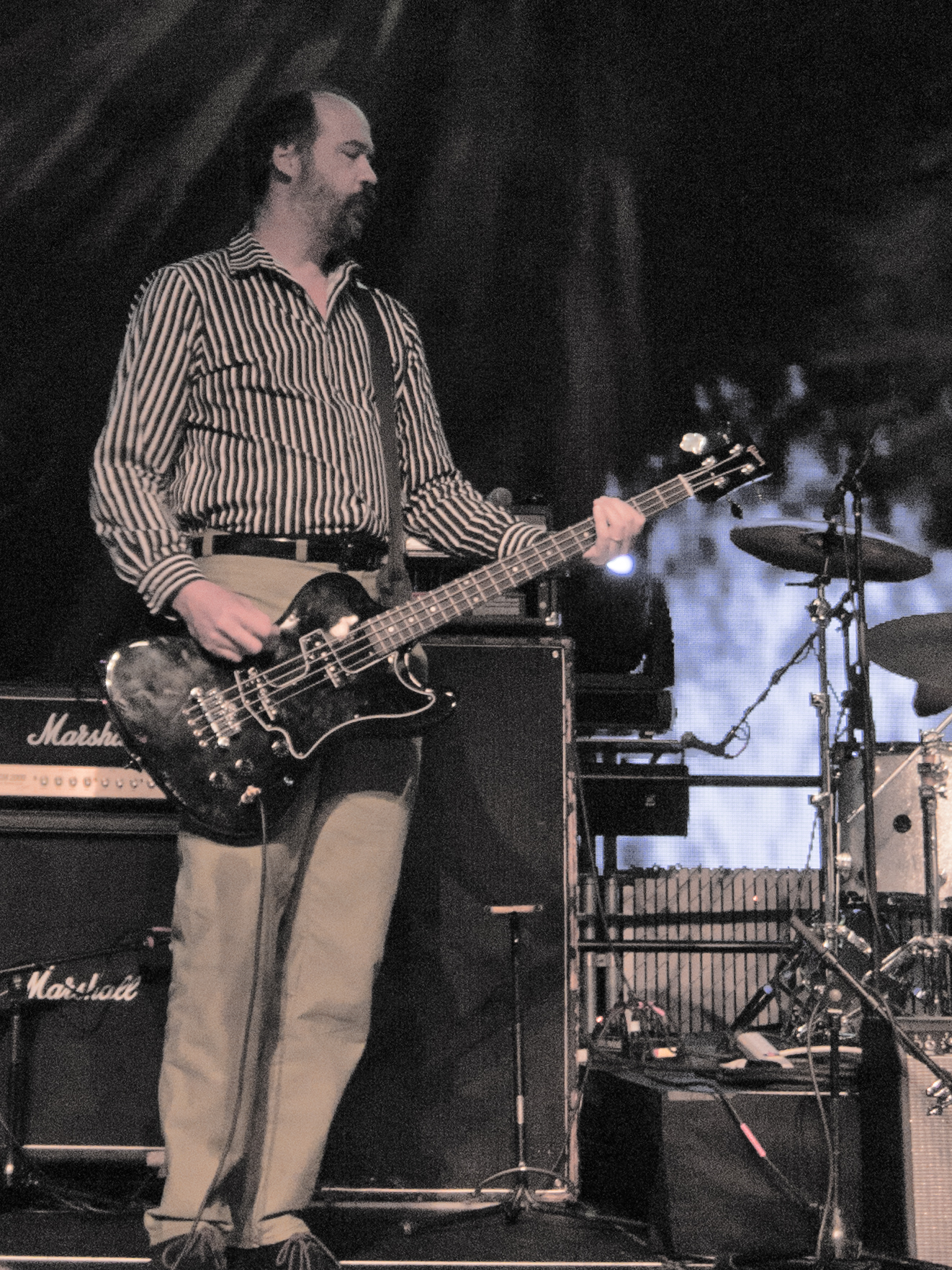
Крист Новоселич на концерте в честь 20-летия Nevermind, 2011 год

Nevermind трансформировал Nirvana из относительно безызвестной группы в коммерчески-успешный, всемирно знаменитый коллектив. Благодаря этому альбому направление «гранж» перестало быть локальным явлением Сиэтла и сместило на себя акценты музыкальной популярности, с конца 1980-х прочно удерживаемые «металлом». Вслед за успехом Nevermind, другие сиэтлские группы, такие как Pearl Jam (Ten), Soundgarden (Superunknown) и Alice in Chains (Dirt), также стали выпускать альбомы, становившиеся хитами — альтернативный рок закрепился на волнах крупнейших радиостанций и попал в сферу интересов ведущих лейблов. Концепция музыкальной структуры «Smells Like Teen Spirit» «тихие куплеты с зыбкой (эффект «Small Clone») хорусовой гитарой, переходящие в громкий, хардкоровый припев» стала распространённым шаблоном в альтернативном роке именно из-за популярности этой песни, впоследствии её копировали многие исполнители этого направления.
Успех альбома удивил современников Nirvana, которые чувствовали себя в тени его славы. Позже, Ги Пиччиотто из группы Fugazi так прокомментировал сложившуюся ситуацию: «Наши записи имели то же воздействие [на музыкальную сцену] как бомж, мочащийся в лесу […] Было такое чувство, что мы все вдруг стали играть на гавайских гитарах, из-за несоразмерного воздействия, которое они [Nirvana] произвели». В 1992 году, Джон Парелес из The New York Times отметил, что после прорыва альбома: «Внезапно, все остались за бортом. Ни у кого не было инсайдерской информации относительно того, которая из дюжин, возможно сотен злобных, беспокойных, неопрятных групп понравится миллионам консьюмеров». Боссы рекорд-лейблов почувствовали золотую жилу, и стали предлагать большие авансы и выгодные контракты на запись дисков альтернативным группам. Благодаря успеху Nevermind у этих групп появилась перспектива в короткие сроки достигнуть популярности среди широкой аудитории, новые «правила игры» поменяли стратегию создания аудитории для андеграундных исполнителей.
Майкл Азеррад утверждал, в своей книге «Come as You Are: The Story of Nirvana», что: «„Nevermind“ стал причиной появления поколения двадцатилетних меломанов, в условиях господства музыкальных вкусов поколения беби-бумеров, которые им предшествовали». По мнению писателя: «„Nevermind“ появился в нужное время, в нужном месте. Это была музыка для, и о совершенно новой группе молодых людей, на которых смотрели свысока, которые были проигнорированы или чувствовали, что такое снисходительное отношение». Nevermind занял 6-е место в списке 500 величайших альбомов всех времён по версии журнала Rolling Stone, несмотря на получение им трёх звезд из пяти при первоначальной рецензии в 1991 году (в аналогичном списке «500 величайших альбомов всех времён» 2003 года и слегка обновленном списке 2012 года альбом занимал 17-е место). В комментарии журнала отмечалось: «Ни один альбом в новейшей истории не имел такого подавляющего влияния на поколение — нация подростков вдруг повернулась в сторону панка — и такого катастрофического воздействия на своего создателя». В 2013 году диск занял 11-е место в аналогичном списке журнала New Musical Express, редакция так аргументировала свой выбор: «Затрагивающий такие темы, как самоубийство, похищение и рушащиеся отношения Курта Кобейна с […] Тоби Вэйл, второй альбом Nirvana разойдется тиражом более 30 миллионов копий и определит эпоху гранжа».
По прошествии времени, Nevermind продолжает получать высокие оценки от прессы. В 2006 году журнал Time поместил альбом в свой список «100 величайших альбомов», рецензент журнала Джош Тиренгил назвал его: «лучшим альбомом 90-х». Электронный журнал Pitchfork поставил альбом на шестое место в списке лучших дисков десятилетия, отметив, что «любой, кто ненавидит эту запись сегодня, просто пытается быть крутым, самоутвердиться… но он должен пытаться делать это правдоподобнее». В 2006 году читатели журнала Guitar World поставили Nevermind на 8-ю строчку в рейтинге «100 величайших гитарных альбомов». В 2005 году альбом попал в число 50 звукозаписей, выбранных Библиотекой Конгресса для помещения в фонд Национального реестра аудиозаписей, в который попадают «культурно, исторически или эстетически важные» звукозаписи XX века. Журнал Metal Hammer включил Nevermind в свой список «200 лучших рок-альбомов всех времён». Диск занял четвёртое место в списке «Величайший альбом в истории» по результатам голосования зрителей телеканала MTV. Nevermind занял второе место в опросе «Лучшие альбомы за последние 25 лет» проведённого среди читателей журнала Q. Журнал Spin поставил этот диск на четвёртое место в списке «125 лучших альбомов последних 25 лет». Британское музыкальное издание Mojo присудило этой пластинке восьмое место в своём списке «10 важнейших альбомов в истории рока».
| СМИ           | Страна         | Рейтинг                                 | Год  | Место |
| ------------- | -------------- | --------------------------------------- | ---- | ----- |
| Classic Rock  | Великобритания | 100 лучших рок-альбомов всех времён     | 2002 | 18    |
| MTV           | США            | Величайший альбом в истории музыки      | 2011 | 4     |
| NME           | Великобритания | 500 величайших альбомов всех времён     | 2013 | 11    |
| Q             | Великобритания | 100 лучших альбомов всех времён         | 2011 | 5     |
| Rolling Stone | США            | 20 лучших вторых альбомов всех времён   | 2014 | 1     |
| Rolling Stone | США            | 100 лучших альбомов 90-х                | 2012 | 1     |
| Rolling Stone | США            | 500 величайших альбомов всех времён     | 2003 | 17    |
| Rolling Stone | США            | 500 величайших альбомов всех времён     | 2020 | 6     |
| Rolling Stone | США            | 40 величайших панк-альбомов всех времён | 2016 | 10    |
| VH1           | США            | 100 лучших альбомов всех времён         | 2010 | 2     |

## Судебный иск 2021 года
В августе 2021 года тридцатилетний Спенсер Элден (повзрослевший ребёнок, изображенный на обложке Nevermind) предъявил группе иск с требованием компенсации морального ущерба. Он утверждает, что фото альбома является детской порнографией, и нанесло ему пожизненный ущерб. Как говорится в исковом заявлении, поданном в калифорнийский суд, «на этих изображениях демонстрируются интимные части тела Спенсера; его гениталии открыты для похотливых взглядов с того времени, как он был младенцем, и до сих пор». Иск подан к 17 персонам, среди которых два ныне живущих участника группы Nirvana (Дэйв Грол и Крист Новоселич), а также наследники Курта Кобейна; с каждого из ответчиков предлагается взыскать по $150 тыс. или сумму, которую определит суд. Грол так прокомментировал иск: «Я чувствую то же самое, что и большинство людей — я не согласен с обвинениями. Это все, что я скажу», в другом интервью музыкант уточнил, что «подобные иски — это норма для индустрии», а обложку всегда можно заменить. «У меня много идей для альтернативного изображения, но пока просто посмотрим, что произойдет дальше», — добавил бывший барабанщик группы. В декабре адвокаты, представляющие участников группы, подали ходатайство в окружной суд США, заявив об истечении срока давности в деле по иску, а также «абсурдности» претензий. Месяцем позже появилась информация, что суд отклонил иск Спенсера.

## Список композиций
| №   | Название                                   | Автор(ы)                                | Перевод названия          | Длительность |
| --- | ------------------------------------------ | --------------------------------------- | ------------------------- | ------------ |
| 1.  | «Smells Like Teen Spirit»                  | Курт Кобейн, Крист Новоселич, Дэйв Грол | Пахнет подростковым духом | 5:01         |
| 2.  | «In Bloom»                                 | Курт Кобейн                             | В расцвете                | 4:14         |
| 3.  | «Come as You Are»                          | Курт Кобейн                             | Приди какой ты есть       | 3:38         |
| 4.  | «Breed»                                    | Курт Кобейн                             | Потомство                 | 3:03         |
| 5.  | «Lithium»                                  | Курт Кобейн                             | Литий                     | 4:16         |
| 6.  | «Polly»                                    | Курт Кобейн                             | Полли                     | 2:56         |
| 7.  | «Territorial Pissings»                     | Курт Кобейн, Чет Пауэрс                 | Метка территории          | 2:22         |
| 8.  | «Drain You»                                | Курт Кобейн                             | Опустошить тебя           | 3:43         |
| 9.  | «Lounge Act»                               | Курт Кобейн                             | Акт на диване             | 2:36         |
| 10. | «Stay Away»                                | Курт Кобейн                             | Держись подальше          | 3:32         |
| 11. | «On a Plain»                               | Курт Кобейн                             | На равнине/В блаженстве   | 3:16         |
| 12. | «Something in the Way»                     | Курт Кобейн                             | Что-то на пути            | 3:50         |
| 13. | «Endless, Nameless» (Скрытый трек на 6:44) | Курт Кобейн, Крист Новоселич, Дэйв Грол | Бесконечный, безымянный   |              |

#### 20th Anniversary Edition (2011)

##### Диск 1
| №   | Название            | Перевод           | Длительность |
| --- | ------------------- | ----------------- | ------------ |
| 14. | «Even in His Youth» | Даже в его юности | 3:03         |
| 15. | «Aneurysm»          | Аневризма         | 4:46         |
| 16. | «Curmudgeon»        | Скряга            | 2:59         |
| 17. | «D-7»               | И-7               | 3:45         |
| 18. | «Been a Son» (Live) | Быть сыном        | 2:31         |
| 19. | «School» (Live)     | Школа             | 2:33         |
| 20. | «Drain You» (Live)  | Опустошить тебя   | 3:53         |
| 21. | «Sliver» (Live)     | Отщепенец         | 2:04         |
| 22. | «Polly» (Live)      | Полли             | 2:47         |

##### Диск 2
| №  | Название             | Перевод              | Длительность |
| -- | -------------------- | -------------------- | ------------ |
| 1. | «In Bloom»           | В расцвете           | 4:32         |
| 2. | «Breed» (Immodium)   | Потомство (Иммодиум) | 3:15         |
| 3. | «Lithium»            | Литий                | 4:31         |
| 4. | «Polly»              | Полли                | 2:58         |
| 5. | «Pay to Play»        | Даю откаты           | 3:29         |
| 6. | «Here She Comes Now» | И вот она пришла     | 5:01         |
| 7. | «Dive»               | Погрузись            | 3:55         |
| 8. | «Sappy»              | Глупая               | 3:37         |

| №   | Название                  | Перевод                  | Длительность |
| --- | ------------------------- | ------------------------ | ------------ |
| 9.  | «Smells Like Teen Spirit» | Несёт как от подростка   | 5:40         |
| 10. | «Verse Chorus Verse»      | Куплет - припев - куплет | 3:14         |
| 11. | «Territorial Pissings»    | Метка территории         | 2:12         |
| 12. | «Lounge Act»              | Акт на диване            | 2:38         |
| 13. | «Come as You Are»         | Приди какой ты есть      | 4:12         |
| 14. | «Old Age»                 | Старость                 | 4:22         |
| 15. | «Something in the Way»    | Что-то на пути           | 5:31         |
| 16. | «On a Plain»              | На равнине               | 3:21         |

| №   | Название                      | Перевод           | Длительность |
| --- | ----------------------------- | ----------------- | ------------ |
| 17. | «Drain You» (Live)            | Дрейнировать тебя | 4:04         |
| 18. | «Something in the Way» (Live) | Что-то на пути    | 3:23         |

## Участники записи
| Nirvana - Курт Кобейн — ведущий вокал, гитара, бэк-вокал, фотографии - Крист Новоселич — бас-гитара, вокал (на вступлении к «Territorial Pissings») - Дэйв Грол — ударные, бэк-вокал Дополнительные музыканты - Чэд Ченнинг (не указан) — тарелки («Polly») - Кирк Кеннинг — виолончель («Something in the Way») | Персонал - Бутч Виг — продюсер, звукоинженер - Энди Уоллес — микширование - Крейг Дубет — помощник звукоинженера, микширование - Спенсер Элден — младенец на обложке альбома - Роберт Фишер — оформление, арт-директор, дизайн, дизайн обложки - Майкл Лавин — фотографии - Джефф Шихан — помощник звукоинженера - Хоуи Вейнберг — мастеринг - Кирк Веддл — фото обложки альбома |

## Чарты
| Хит-парад (1992) | Высшая позиция |
| ---------------- | -------------- |
| Австралия        | 2              |
| Австрия          | 2              |
| Великобритания   | 7              |
| Венгрия          | 12             |
| Германия         | 3              |
| Канада           | 1              |
| Нидерланды       | 3              |
| Новая Зеландия   | 2              |
| Норвегия         | 2              |
| США              | 1              |
| Франция          | 1              |
| Швейцария        | 2              |
| Швеция           | 1              |

| Хит-парад (2011) | Высшая позиция |
| ---------------- | -------------- |
| Бельгия          | 7              |
| Дания            | 16             |
| Испания          | 12             |
| Италия           | 20             |
| Мексика          | 43             |
| Португалия       | 1              |
| Финляндия        | 41             |
| Франция          | 5              |
| Япония           | 26             |

| Хит-парад (1990—1999) | Позиция |
| --------------------- | ------- |
| США                   | 32      |

## Сертификация
| Страна         | Статус        |
| -------------- | ------------- |
| Аргентина      | 3× Платиновый |
| Австралия      | 5× Платиновый |
| Австрия        | Платиновый    |
| Бельгия        | 8× Платиновый |
| Бразилия       | Платиновый    |
| Великобритания | 6× Платиновый |
| Германия       | 2× Платиновый |
| Дания          | 6× Платиновый |
| Исландия       | Платиновый    |
| Испания        | Платиновый    |
| Италия         | 4× Платиновый |

| Страна         | Статус        |
| -------------- | ------------- |
| Канада         | Бриллиантовый |
| Мексика        | 2× Золотой    |
| Нидерланды     | Платиновый    |
| Новая Зеландия | 7× Платиновый |
| Польша         | Платиновый    |
| Португалия     | Платиновый    |
| США            | Бриллиантовый |
| Финляндия      | Золотой       |
| Франция        | Бриллиантовый |
| Швейцария      | Платиновый    |
| Швеция         | 2× Платиновый |
| Япония         | 3× Платиновый |